# Eastern Hammer
Eastern Hammer – 4 way split album grup muzycznych Graveland, North, Nokturnal Mortum oraz Temnozor. To limitowane do 999 sztuk wydawnictwo ukazało się nakładem Hammerbolt Records 19 listopada 2007 roku. Płyta została wydana ponownie w 2008 roku w Rosji pt. Молот Восточной Европы przez firmę Stellar Winter Records.
Utwór formacji Graveland pt. "Blood Faithful to Soil" został zarejestrowany jesienią 2005 roku w Eastclan Forge Studio. Kompozycja "Kolyada" ukazała się w oryginale na debiutanckim albumie Nokturnal Mortum pt. Goat Horns. Na potrzeby Eastern Hammer utwór został nagrany ponownie w 2005 roku w Mart Studio. Utwór grupy North - "To Break a Cross, to Break a Neck" zostały nagrany pomiędzy majem a czerwcem 2005 roku w Gryf Studio. Z kolei "Did-Dub-Snop" był jednym z pierwszych autorskich utworów Temnozor. Kompozycja w oryginale ukazała się w 1998 roku na debiutanckim albumie zespołu pt. Ведовством Крепка Чёрная Слава Р. Na split trafiła wersja ponownie nagrana w 2006 roku.

## Lista utworów
Opracowano na podstawie materiału źródłowego.
1. Graveland - "Blood Faithful to Soil" - 11:41
2. Nokturnal Mortum - "Kolyada" - 05:44
3. North - "To Break a Cross, to Break a Neck" - 05:42
4. Temnozor - "Did-Dub-Snop" - 05:16

## Wydania
| Rok  | Nr katalogowy | Format  | Wytwórnia              | Region | Źródło |
| ---- | ------------- | ------- | ---------------------- | ------ | ------ |
| 2007 | H-T/29        | CD, Ltd | Hammerbolt Productions | Polska | [ 3 ]  |
| 2008 | silence 45    | CD, Ltd | Stellar Winter Records | Rosja  | [ 3 ]  |